# Theodosioskloster

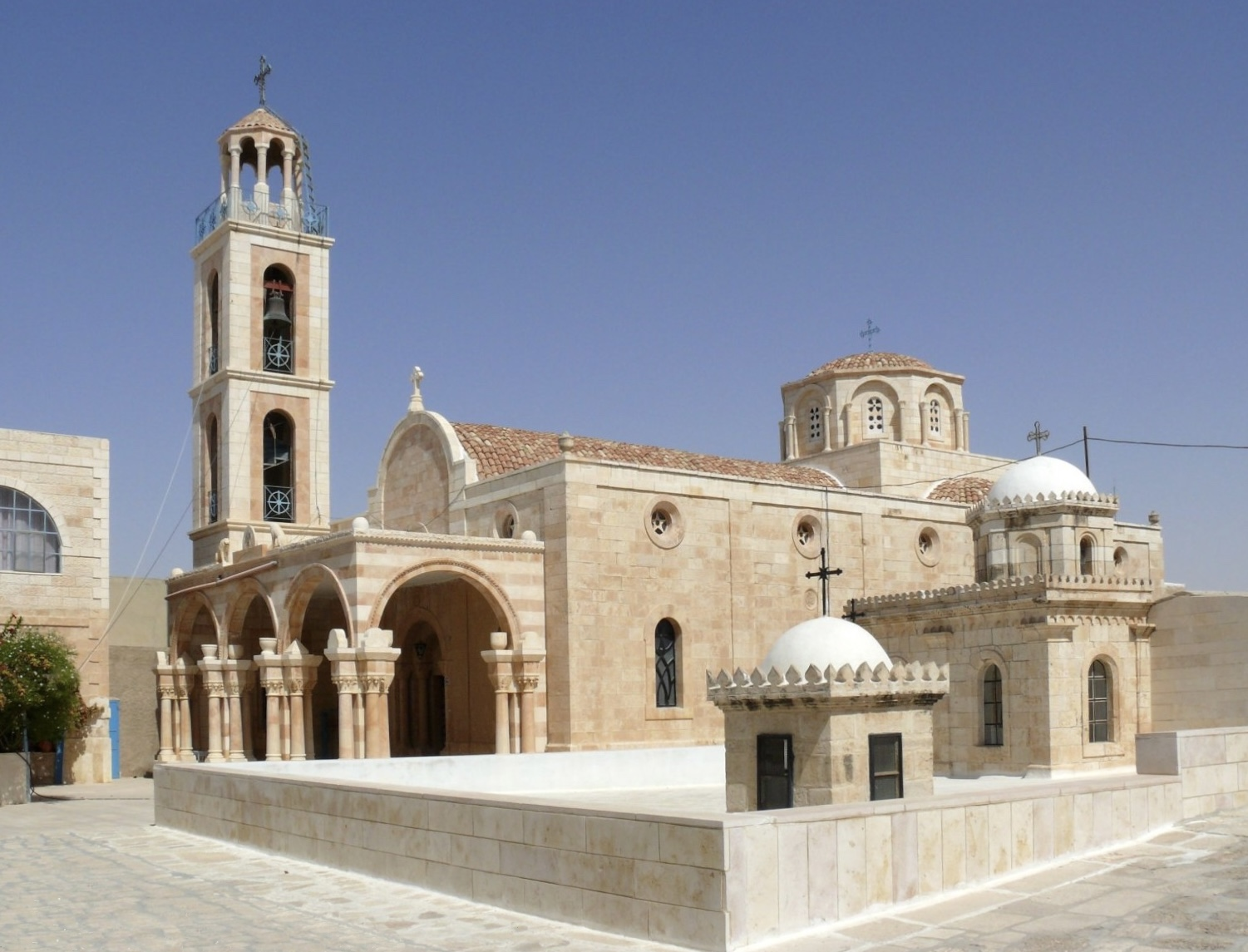
Theodosioskloster

Das Theodosioskloster ist ein orthodoxes Kloster 11 km östlich von Bethlehem, nahe der Stadt Bait Sahur.
Es wurde 476 durch den Mönch Theodosios gegründet, der auch im Kloster seine Grabstätte hat. Seine Blütezeit erlebte es im 5. bis 7. Jahrhundert (bis zur Eroberung durch die Perser 614). In der Zeit der Kreuzzüge lebte der Klosterbetrieb noch einmal auf, später verfielen die Gebäude. Seit 1897 wurde das Kloster durch das Griechische Patriarchat von Jerusalem wieder aufgebaut. Das jetzige Hauptgebäude wurde 1952 eingeweiht.